# Cisto inflamatório colateral
O cisto inflamatório colateral (CIC) é uma categoria dos cistos odontogênicos inflamatórios, que compreende o cisto paradental e o cisto da bifurcação vestibular da mandíbula (CBVM). Desde 2017, a classificação de lesões odontogênicas da OMS classifica os cistos odontogênicos inflamatórios entre cistos radiculares e cistos inflamatórios colaterais.

## Sinais e sintomas
Clinicamente tendem a ser assintomáticos, ou apresentarem edema da região vestibular de um molar permanente, mas também podem causar reabsorção óssea e alterar a trajetória de erupção do dente afetado. Os sintomas são mais evidentes quando a lesão cresce o suficiente para se tornar avançada, e em alguns casos pode ser infectada secundariamente. O dente associado é vital.
Enquanto o CBVM tende a se afetar primariamente o primeiro e segundo molares inferiores, o cisto paradental afeta mais os terceiros molares (sisos).

## Aspectos radiográficos e histológicos
Radiograficamente, o cisto inflamatório colateral se apresenta como uma lesão radiolúcida ovoide localizada na bifurcação de raízes ou dentes, com bordas bem delimitadas. Diferentemente do cisto radicular, o CIC não afeta o espaço do ligamento periodontal e lâmina dura por não estar relacionado ao periápice, portanto o espaço do ligamento periodontal e lâmina dura permanecem contínuos e íntegros. O CIC tende a ser de difícil visualização em radiografias pela sobreposição, por estar na face vestibular, e exames tridimensionais como a TCFC podem auxiliar no diagnóstico.
Histologicamente, o CIC é caracterizado por ser uma cavidade cística revestida por epitélio escamoso estratificado hiperplásico, e revestido por uma cápsula fibrosa contínua ao tecido pericoronal ou à junção amelocementária. Pode-se encontrar infiltrado inflamatório, cristais de colesterol e macrófagos espumosos na cápsula, assim como pigmentos de hemossiderina e células gigantes de corpo estranho. O fato de o CIC não ser aderido ao periápice o diferencia do cisto radicular.

## Causas
O CIC se origina através da acumulação de biofilme e o rompimento da integridade da mucosa oral durante a erupção do dente. Com isso, há liberação de mediadores inflamatórios e o estímulo à proliferação do epitélio cístico lateralmente ao dente. A exata origem do epitélio ainda é objeto de debate, mas acredita-se que possa ser originária do epitélio reduzido do esmalte ou do epitélio juncional/sulcular da gengiva.
Fatores que predispõem ao acúmulo de placa, como pérolas de esmalte, podem contribuir para a formação do CIC.

## Epidemiologia
O CIC é incomum, afetando 1,6 a 4,5% dos terceiros molares (cisto paradental) e 3 a 5% dos primeiros e segundos molares (CBVM). Nos casos de cisto paradental, a idade média tende a ser maior (9 a 15 anos), e nos casos de CBVM a idade média é menor (6 a 10 anos). Não possui predileção por gênero. Apesar de quase todos os casos afetarem a mandíbula e molares, há relatos raros de casos em maxila e em outros grupos dentários.

## Diagnóstico
O diagnóstico é feito através de exame clínico, exame de imagem e exame anatomopatológico. Pode ser confundido com outros cistos, como o queratocisto odontogênico e cisto radicular.
Imuno-histoquímica revela que o CIC é positivo para CK13, CK14 e CK19, assim como perlecano e UAE-I, o que o diferencia do cisto radicular e do cisto dentígero.

## Prognóstico e tratamento
O CIC possui bom prognóstico, e o tratamento envolve a enucleação da lesão. Em alguns casos, especialmente em primeiro e segundo molares, tenta-se preservar o dente associado ao invés de extraí-lo. Tratamentos mais conservadores são possíveis, devido à característica autolimitante do CIC, e obtém-se sucesso ao fazer a drenagem cirúrgica e aplicação de antibiótico local (gel de hidrocloreto de doxiciclina a 10%) para amenizar dor e edema, com regressão da lesão.